# Martin Aliaga
Martin Julio Aliaga Bungerfeldt, född 30 april 1971 i Kungsängen, är en svensk skådespelare.
Aliaga avslutade utbildningen vid Teaterhögskolan i Stockholm 2000.  Han har varit engagerad vid Kungliga Dramatiska Teatern, Stockholms stadsteater och Teater Tribunalen.

## Familj
Han har en son med programledaren Josefin Crafoord.

## Filmografi
- 1995 – Svarta skallar och vita nätter (TV-serie)
- 1996 – Anna Holt – Polis (TV-serie)
- 1997 – Sairaan kaunis maailma
- 1997 – Insider (TV-serie)
- 1998 – Längtans blåa blomma (TV-serie)
- 1998 – Anna Holt (TV-serie)
- 1998 – Kvinnan i det låsta rummet (TV-serie)
- 2001 – Beck – Hämndens pris
- 2001 – Festival
- 2003 – Håll käften
- 2003 – Överallt och ingenstans
- 2004 – Dramaten – Drömmarnas Hus
- 2005 – Blodsbröder
- 2006 – Sökarna – Återkomsten
- 2007 – Gangster
- 2008 – Höök (TV-serie)
- 2009 – I skuggan av värmen
- 2009 – Wallander – Läckan
- 2009 – Johan Falk – Leo Gaut
- 2013 – Den fördömde
- 2014 – Morden i Sandhamn (TV-serie)
- 2014 – Ellen
- 2014 – Min så kallade pappa

## Teater

### Roller (ej komplett)
| År   | Roll                 | Produktion                                | Regi                  | Teater                 |
| ---- | -------------------- | ----------------------------------------- | --------------------- | ---------------------- |
| 1995 | Simon Chachava       | Den Kaukasiska Kritcirkeln                | Kent Ekberg           | Enskedespelet          |
| 2000 | Rookie Lee           | Howie the Rookie                          | Håkan Lindhé          | Stockholms Stadsteater |
| 2001 | Mathieu, Adriens son | Tillbaka till öknen Bernard-Marie Koltès  | Staffan Valdemar Holm | Dramaten               |
| 2005 |                      | Skjut då, varuhus! Martin Heckmanns       | Jenny Nörbeck         | Teater Tribunalen      |
| 2006 | Peppo                | Som glöd under snö Robert Jelinek         | Johan Bössman         | Teater De Vill         |
| 2007 | Hani                 | My Nation Kerstin Perski                  | Niklas Hjulström      | Folkteatern i Göteborg |
| 2008 |                      | Concha tu madre America Vera-Zavala       | Gustav Deinoff        | Riksteatern            |
| 2011 | Ivanov               | Ivanov Anton Tjechov                      | Ulf Pilov             | Tjechovensemblen       |
| 2011 |                      | Bli en dåre Kia Berglund                  | Kia Berglund          | Teater Giljotin        |
| 2011 |                      | Hej och Hej då                            | Robert Jelinek        | Aliasteatern           |
| 2012 | Dorine               | Tartuffe Molière                          | Fredrik Hiller        | Hågelbyparken          |
| 2014 | Mannen               | Natten före skogarna Bernard-Marie Koltés | Martin Aliaga         | Aliasteatern           |

### Fotnoter
1. 1 2 3 4  Sveriges befolkning
1990:
Aliaga Bungerfeldt, Martin Julio
2. ↑  ”Martin Aliaga”. Svensk Filmdatabas. http://www.sfi.se/sv/svensk-filmdatabas/Item/?type=PERSON&itemid=252873&ref=%2ftemplates%2fSwedishFilmSearchResult.aspx%3fid%3d1225%26epslanguage%3dsv%26searchword%3dMartin+Aliaga%26type%3dPerson%26match%3dBegin%26page%3d1%26prom%3dFalse. Läst 19 september 2012.
3. ↑  ”Avgångsklassen 2000”. Stockholms dramatiska högskola. http://www.stdh.se/vara-studenter/skadespeleri/tidigare-studenter/studenter-1990-1999/avgangsklassen-2000. Läst 1 augusti 2013.
4. ↑  ”Martin Aliaga”. Dramatens rollbok. http://www.dramaten.se/dramaten/medverkande/Rollboken/?qType=person&value=1771. Läst 1 augusti 2013.
5. ↑  ”Josefin Crafoord har separerat från sambon”. Aftonbladet. http://www.aftonbladet.se/nojesbladet/klick/article15230740.ab. Läst 1 augusti 2013.
6. ↑  ”Teater Giljotin”. Bli en dåre. Arkiverad från originalet den 26 juni 2015. https://web.archive.org/web/20150626104234/http://teatergiljotin.se/myportfolio/bli-en-dare-2011/. Läst 24 juni 2015.
7. ↑  Kristina Lindquist (13 juli 2012). ”'Tartuffe' i Hågelbyparken”. Dagens Nyheter. https://www.dn.se/kultur-noje/scenrecensioner/tartuffe-i-hagelbyparken/. Läst 24 mars 2018.